# Cadel Evans Great Ocean Road Race 2016
La Cadel Evans Great Ocean Road Race 2016, seconda edizione della corsa e valevole come prova dell'UCI Oceania Tour 2016 categoria 1.HC, si svolse il 31 gennaio 2016 su un percorso di 174 km, con partenza e arrivo a Geelong, in Australia. La vittoria fu appannaggio del britannico Peter Kennaugh, il quale completò il percorso in 4h04'59", alla media di 42,615 km/h, precedendo l'australiano Leigh Howard e l'italiano Niccolò Bonifazio.
Sul traguardo di Geelong 92 ciclisti, sui 146 partiti dalla medesima località, portarono a termine la competizione.

## Percorso
La gara si snodò su due percorsi. Vi fu infatti prima un tracciato di 113 chilometri, con la presenza di alcune salite, prima di un circuito finale di 20 chilometri che i corridori affrontarono per 3 volte.

## Ordine d'arrivo (Top 10)
| Pos. | Corridore         | Squadra      | Tempo    |
| ---- | ----------------- | ------------ | -------- |
| 1    | Peter Kennaugh    | Sky          | 3h31'43" |
| 2    | Leigh Howard      | IAM          | s.t.     |
| 3    | Niccolò Bonifazio | Trek         | a 42"    |
| 4    | Pim Ligthart      | Lotto-Soudal | s.t.     |
| 5    | Simon Gerrans     | Orica        | s.t.     |
| 6    | Nathan Haas       | Dimension D. | s.t.     |
| 7    | Aleksej Catevič   | Katusha      | s.t.     |
| 8    | Ben Swift         | Sky          | s.t.     |
| 9    | Enrico Battaglin  | Lotto NL     | s.t.     |
| 10   | Dion Smith        | ONE          | s.t.     |